# Nollalternativ
Ett nollalternativ är enligt miljöbalken ett sätt att beskriva konsekvenserna av att verksamheten eller åtgärden inte kommer till stånd. Det betyder inte nödvändigtvis att allting förblir som i dagsläget, utan handlar om vilken utveckling som är trolig utan att det planerade projektet blir av. Begreppet förekommer bland annat i miljökonsekvensbeskrivningar.
En miljökonsekvensbeskrivning ska innehålla uppgifter om miljöns sannolika utveckling om planen eller projektet inte genomförs. Ett sådant alternativ brukar kallas nollalternativ. Alternativet ska vara en beskrivning av hur miljön påverkas av den troliga utvecklingen om planerna inte genomförs. Det är alltså inte en beskrivning av att allting förblir som i dagsläget.
För att kunna beskriva ett sådant alternativ behöver man ta hänsyn till både nuläget och gällande planer (ofta detaljplaner) som kanske ännu ej är genomförda. Man behöver också ta hänsyn till andra regleringar eller givna tillstånd. Exempelvis finns ofta åtgärdsprogram för att klara kraven på miljökvalitetsnormer som man bör ta hänsyn till.
Omfattningen av beskrivningen ska vara rimlig beroende på innehåll och detaljeringsgrad i det man vill utföra, som beskrivs är sådana som är . Det kan också vara rimligt att överväga effekterna av framtida klimatförändringar.
Om man exempelvis vill utreda miljökonsekvenserna av att bygga Öresundsbron (mer bilavgaser), så måste man också beakta konsekvenserna av att inte bygga bron (ökade avgaser från bilfärjan).